# René Borg
Pour les articles homonymes, voir Borg.
René Borg, né le 28 mars 1933 à Ezzahra, (anciennement Saint-Germain, Tunisie), et mort le 6 mars 2014 à Paris 15e, (Seine), est un réalisateur français et un directeur artistique dans le domaine du cinéma d'animation,,.
Il est notamment connu pour avoir réalisé la première saison des Shadoks (BU), à l'aide de l'animographe.
Il est le père du comédien Patrick Borg ainsi que le grand-père de Yoann Borg qui est aussi comédien.

## Biographie

### Carrière
René Borg commence sa carrière dans le monde de l'animation en 1959, chez Tiadé Cinéma à Paris, puis est intervalliste chez Jean Image entre 1960 et 1963. Jusqu'en 1967, il est « metteur au point » de l'animographe, un objet expérimental inventé par Jean Dejoux et développé par l'ORTF au sein du service de la recherche, sous la direction de Pierre Schaeffer. Ce prototype permet de réaliser plus rapidement de l'animation en passant de 24 à 8 images par seconde. René Borg réalise plusieurs travaux dans le cadre de l'étude, mais les chercheurs choisissent dans leur rapport de ne pas continuer l’expérience ; l'inventeur poursuit néanmoins en créant la société « Optical Systems ». En 1965, l'expérimentation reprend, notamment avec la réalisation de deux films pilotes des Shadoks.
Cela conduit — entre 1968 et 1969 — à collaborer à la première saison de la série d'animation Les Shadoks (création, dessins, textes et storyboard de Jacques Rouxel), sur des films de 35 mm en couleur (la norme de l'époque  étant le 16 mm noir et blanc), de 52 épisodes de 2 minutes 30. René Borg en est le réalisateur et le chef animateur pour la composition de la musique des génériques. Il fait appel au musicien trompettiste Ted Scotto. La première saison des Shadoks est produite pour la télévision avec l'animographe pour un prix à la minute de 1 800 francs contre 5 000 francs d'habitude.
À la suite de cette première saison, René Borg quitte l'ORTF en 1969 avec une moitié de l'équipe et se rend à Hollywood pour retrouver Jean Dejoux, qui a mis au point un second prototype de l'animographe. Il est alors conseiller technique et artistique de l'animographe et sera également consultant artistique pour les studios américains avant de rentrer en France.
René Borg est un pionnier des partenariats franco-japonais, ; il a découvert par le biais de la femme japonaise d'Yves Ciampi, Keiko Kishi, qu'il était possible de tenir des délais de production courts grâce aux studio d'animation japonais, bien plus impliqués sur ce secteur qu'en Europe. Entre 1970 et 1972, il est réalisateur et directeur de l'animation de la série Oum le dauphin blanc, créée par Vladimir Tarta, au studio Eiken de Tokyo (anciennement Tele-Cartoon Japan). Cette série, composée de 26 épisodes de 13 minutes, est réalisée pour l'ORTF et Telcia Films. En 1971, Nestlé choisit le dauphin blanc comme symbole pour sa marque de chocolat Galak.
Entre 1970 et 1977, tout en étant directeur artistique et directeur des départements audio-visuel et créatif chez Mac Donald France, il est co-auteur, créateur des personnages, réalisateur et directeur de l'animation du film pilote Wattoo Wattoo (1974).

### Influence et engagement dans le milieu de l'animation
René Borg a été le mentor de nombreux débutants, rencontrés de 1970 à 1985 au sein de ses équipes, parmi lesquels Moloch (Michel Clatigny), Peter Scheede, Daniel Sebban, Michel Boulet, Jean-Yves Raimbaud (Oggy et les Cafards), Bruno Bianchi (Inspecteur Gadget) et Thomas Bouveret.
Il a été membre du jury du festival d'animation d'Antibes en 1986, du festival L'image au cinéma de Chalon-sur-Saône[Quand ?], du festival de la bande dessinée d'Angoulême en 1987, membre du conseil d'administration et du comité d'organisation du festival d'Annecy (1985-1988), et correcteur et examinateur au CFT Gobelins (1987-1996).
En 1984 au festival de Cannes il prend contact avec toutes les chaînes de télévision de la « petite Europe », pour sensibiliser à la formation d'un nombre suffisants d'animateurs de manière à en avoir en nombre suffisant pour maintenir un travail qui s'exporte vers l'Extrême-Orient. À la suite de cela, le ministre de la Culture Jack Lang lui confiera un rapport sur le dessin animé en France, où il proposera son programme de formation[réf. nécessaire].
En juillet 2002, René Borg est l’invité de la Japan Expo 4e Impact. En 2004, il est président du jury du 3e Festival Vidéo d'Orléans.
De 2007 à 2009, René Borg est enseignant à Eurasiam, Etablissement d'Enseignement Supérieur reconnu par les Ministères de l'Education nationale Français et japonais, spécialisé dans le manga et l'animé pour poursuivre les collaborations entre les deux pays, commencé dans les années'80
À la rentrée universitaire 2013, René Borg avait prévu d'entrer en tant qu'enseignant à Albi, Rodez ou Toulouse à l'École supérieure du cinéma d'animation (ESCA), pour sensibiliser le public, scolaire en particulier, au cinéma d'animation, mais il ne donna pas suite à cette initiative,,,,,.

## Filmographie
Il a été le réalisateur entre autres de :
- La première série d'épisodes des Shadoks (série BU)
- Wattoo Wattoo
- Clémentine
- Oum le dauphin blanc (dont l'image a été reprise par le chocolat Galak de Nestlé).

Père de Nono le petit robot, il a été également le directeur artistique de :
- Ulysse 31
- Il était une fois... l'Homme
- Il était une fois... l'Espace.